# El orfanato
El orfanato es una película de terror gótico coproducción hispana-mexicana estrenada en  el año 2007. Se trata de la ópera prima del director Juan Antonio Bayona producida por Rodar y Rodar Cine, coproducida por Telecinco, presentada por Guillermo del Toro y protagonizada por Belén Rueda. La película nace a partir del cortometraje del guionista, Sergio G. Sánchez,  Sé que estás ahí  sobre la temática de los amigos imaginarios. 
La película tuvo éxito, tanto en taquilla como en crítica, en España, y recaudó casi 80 millones de dólares a nivel mundial. Estuvo nominada a 61 premios internacionales de los que ganó 31, entre los que destacan 7 premios Goya. 
La actriz Belén Rueda hizo una aparición especial en Spanish Movie (película paródica de 2009 dirigida por Javier Ruiz Caldera) interpretando nuevamente a Laura.

## Argumento

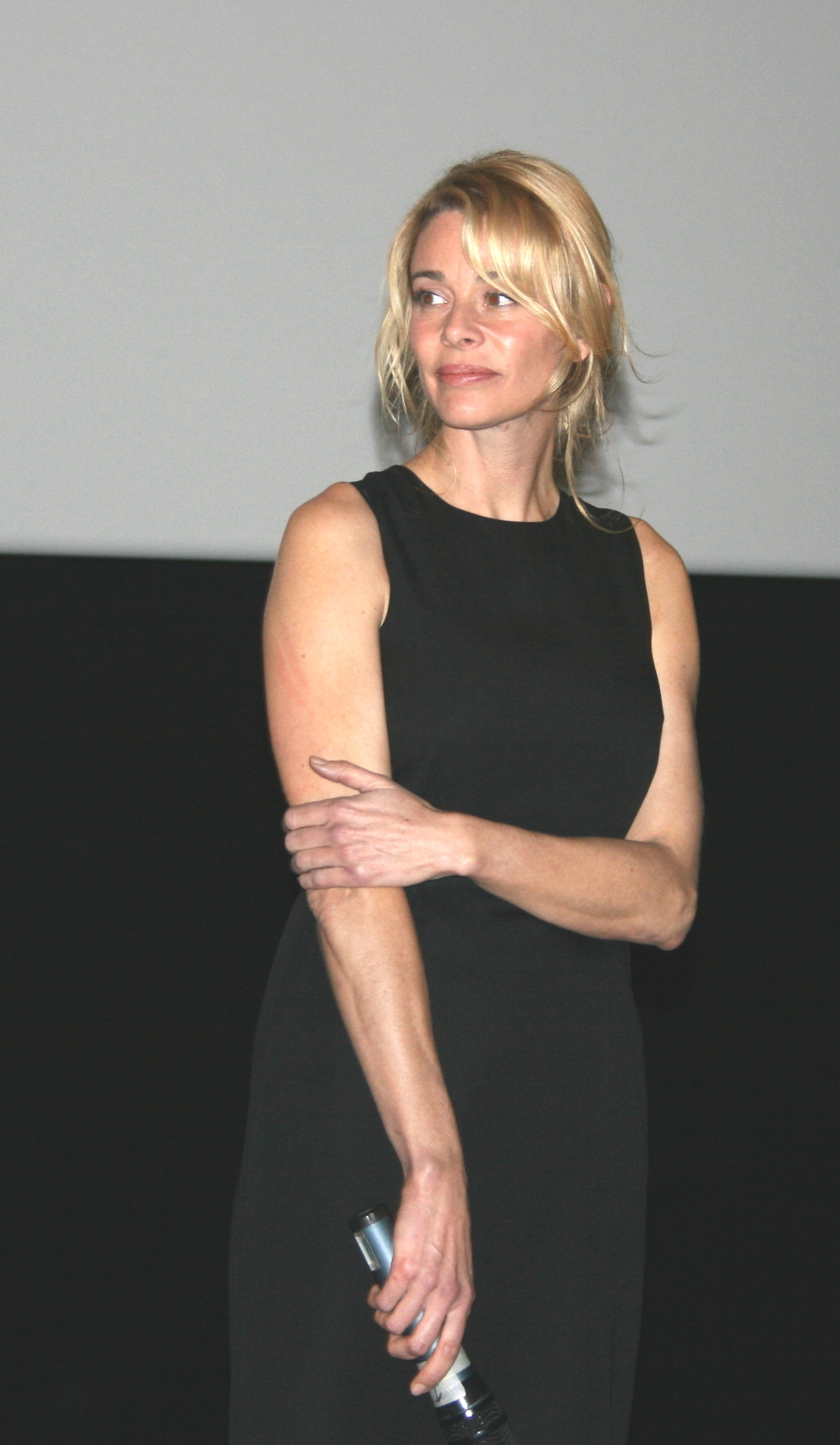
Imagen de la Actriz española Belén Rueda.

Laura (Belén Rueda) regresa junto a su marido Carlos (Fernando Cayo) y su hijo Simón (Roger Príncep) al orfanato en el que ella se crio de pequeña con la intención de reabrirlo como un centro residencial para niños con discapacidad. Un día, el pequeño Simón empieza a jugar con amigos imaginarios y cuando acude de excursión junto a su madre a una cueva cercana, Laura le sorprende hablando con otro niño imaginario. 
Un día, una mujer se presenta como asistente social bajo el nombre de Benigna Escobedo (Montserrat Carulla) para hablar sobre la adopción de Simón y un tratamiento para su enfermedad: Simón, efectivamente, no sabe que es adoptado y que es portador del VIH y sus padres todavía no quieren que lo sepa. Esa noche, Laura escucha ruidos en el almacén de carbón y descubre a Benigna fisgoneando. Antes de poder preguntarle qué hace allí, la anciana desaparece. 
Simón le enseña a su madre su último dibujo, en el que aparece su último amigo imaginario: Tomás, un niño con la cara tapada por una bolsa con dos agujeros en los ojos. Mientras habla con su madre sobre el juego al que ha estado jugando con sus amigos imaginarios, que consiste en reemplazar unos objetos por otros y al acabar las pistas debes encontrar tu tesoro y pedir un deseo si finalmente lo encuentras, Simón encuentra los papeles de la adopción y Laura le explica que son papeles personales. En mitad de la discusión, ella le grita que debe dejar de decir mentiras en lo referente a jugar con otros niños y él le dice que es ella la mentirosa porque no es su madre y sus amigos le han dicho que se va a morir pronto.
Durante la fiesta de inauguración del nuevo centro, madre e hijo discuten porque ella no tiene tiempo de ir a ver «la casita de Tomás» y se marcha. Más tarde. Laura sube a la habitación de su hijo para disculparse y se cruza con un niño vestido como el dibujo de Tomás que hizo su hijo. El niño se acerca a ella, que queda paralizada y encerrada por él en un cuarto de baño. Cuando su marido abre la puerta, Laura descubre que Simón ha desaparecido. La búsqueda la conduce hasta la cueva donde Simón había conocido a Tomás, pero la marea sube y le es imposible entrar. En la carrera, además, se rompe una pierna y ve a un niño en la entrada de la cueva. En el hospital, la psicóloga de la policía Pilar (Mabel Rivera) informa al matrimonio que no había nadie en la cueva y que no existe ninguna asistente social llamada Benigna, la principal sospechosa de tratarse de un secuestro. Esa misma noche, Laura, mientras está tumbada en la cama, oye en su casa unos golpes inexplicables y nada agradables en las paredes.
Seis meses más tarde, Carlos y Laura ven en la ciudad a Benigna paseando un cochecito de bebé. Laura la llama, pero Benigna es atropellada por un camión y muere al instante. Laura consigue coger el cochecito de bebé que conducía la anciana, pero descubre que en su interior solo hay una muñeca con un saco parecido al de Tomás puesto en la cabeza. La policía revisa la casa de Benigna y descubre que ella trabajó en el orfanato y que era la madre de Tomás, un niño deforme con un saco en su cabeza y apartado de los demás niños. La historia dice que un grupo de niños llevó a Tomás hasta la cueva y, una vez allí, le quitaron el saco y le retaron a salir al exterior. Tomás decidió, avergonzado, permanecer escondido en la cueva y cuando la marea subió, murió ahogado.
Desesperada, Laura va a una médium llamada Aurora (Geraldine Chaplin) para buscar pistas de la desaparición de su hijo. La médium contacta con los espíritus de niños del orfanato, que aún siguen en la casa y lloran por haber sido envenenados. Al marcharse de la casa por petición del marido, la médium le recuerda a Laura que hay que «creer para ver». La madre desesperada empieza a jugar al juego que su hijo decía jugar con sus amigos imaginarios y acaba por descubrir sacos llenos de cenizas y huesos de niños en el almacén de carbón que había estado rondando Benigna aquella noche. Al parecer, Benigna culpó a cinco niños del orfanato de la muerte de su hijo Tomás y les envenenó, escondiendo sus cadáveres en cal viva en el almacén de carbón. Cuando descubre que años después un matrimonio quiere reabrir el lugar, y temiendo que alguien descubra lo sucedido, Benigna se presenta como asistenta social como excusa para entrar en el almacén.
Incapaz de enfrentarse a la situación, Carlos abandona el orfanato y Laura le pide que le dé dos días de plazo para despedirse del lugar. Pero, su intención es otra: siguiendo el consejo de la médium, Laura recrea la disposición original del orfanato e intenta ponerse en contacto con los fantasmas de los niños mediante sus juegos. Laura empieza a creer y acaba viendo a los espíritus de sus amigos. Los fantasmas le conducen a una puerta oculta dentro de un armario bajo la escalera: «la casita de Tomás». Esta puerta conduce a un espacio del sótano en el que Benigna y el resto de los dirigentes del orfanato mantenían oculto a Tomás. Laura encuentra a Simón acurrucado y habla con él. El niño le pide que se quede jugando con él y sus amigos, pero Laura le abraza y le pide que cierre muy fuerte los ojos hasta que salgan de allí. Ella misma los cierra, deseando que toda esa pesadilla termine inmediatamente. Pero, al abrir los ojos, Laura se descubre con una manta vacía en las manos y, a su espalda, el cadáver de su hijo con la máscara de Tomás aún puesta.
Descubre al fin qué ocurrió con su hijo: tras la discusión con su madre el día de la inauguración, Simón se dirigió a la «casita de Tomás» y su madre, buscándole, bloqueó la puerta sin querer. El niño provocaba los ruidos, pidiendo auxilio, que ella escuchaba por las noches. El niño provocó el gran estruendo que ella escuchó al caer por las escaleras y morir.
Laura, en estado de shock, decide suicidarse tragando varios puñados de pastillas y con el cadáver de su hijo en brazos. Antes de morir, pide estar con Simón otra vez como premio por haber terminado el juego del tesoro. Cuando abre los ojos, Simón está allí con ella para pedirle que se quede en el orfanato para cuidar del resto de niños y de él mismo. El espíritu de Laura, después de ser reconocida por los espíritus de sus amigos, acepta.
Tiempo después, su marido acude al orfanato para visitar el memorial para su mujer, su hijo y el resto de niños difuntos. Visita las habitaciones y encuentra en el suelo el medallón de San Antonio, buscador de artículos perdidos, que él había entregado a Laura algún tiempo atrás. En ese momento, Carlos oye la puerta del dormitorio abriéndose y, finalmente, al levantar la vista, sonríe.

## Reparto
| Actor/Actriz        | Personaje           |
| ------------------- | ------------------- |
| Belén Rueda         | Laura               |
| Fernando Cayo       | Carlos              |
| Roger Príncep       | Simón               |
| Geraldine Chaplin   | Aurora              |
| Montserrat Carulla  | Benigna             |
| Mabel Rivera        | Pilar               |
| Andrés Gertrúdix    | Enrique             |
| Édgar Vivar         | Prof. Leo Bálaban   |
| Óscar Casas         | Tomás               |
| Mireia Renau        | Laura Niña          |
| Georgina Avellaneda | Rita                |
| Carla Gordillo      | Martín              |
| Alejandro Camps     | Víctor              |
| Enric Arquimbau     | Jefe Grupo Terapia  |
| Isabel Friera       | Antonia Cuidadora   |
| Fernando Marrot     | Médico              |
| Carmen López        | Alicia              |
| Óscar Lara          | Guillermo           |
| Blanca Martínez     | Mujer Grupo Terapia |
| Carol Suárez        | Benigna Joven       |
| Jordi Cardus        | Niño Ciego          |
| Pedro Morales       | Padre 2             |

## Producción

### Nacimiento del proyecto
La idea fue de Sergio G. Sánchez, donde nos muestra como un niño se inventa amigos invisibles para llamar la atención de su madre. De esta idea nació uno de sus cortometrajes  Se que estás ahí  que con el tiempo se convirtió en esta película.
El guion llegó hasta las manos de Mar Targarona y Joaquín Padró, productores de Rodar y Rodar Cine, con quien Juan Antonio Bayona había realizado varias campañas de publicidad. La productora acogió el proyecto y lo puso en marcha. Mar Targarona monitorizó la reescritura del guion durante los siguientes años. 

«La reescritura del guion fue el trabajo más complicado, que nos llevaría año y medio de tiempo. Cuando entré en el proyecto, necesité hacerme propio el texto, así que replanteamos la historia casi de cero. Mi primera pregunta fue "¿Por qué regresa Laura a la casa donde creció de niña?". Ahí estaba la clave de todo. El Orfanato se convirtió así en un viaje hacia atrás en el tiempo, una regresión, un retrato psicológico de alguien que se aferra al pasado para escapar del presente».
Juan Antonio Bayona, director de la película

«Supongo que es una cuenta pendiente con mi propia infancia. Sin querer, me ha salido una película como las que a mí me entusiasmaba ver de pequeño. Películas como Poltergeist, La profecía o La semilla del diablo, con las que destrocé los cabezales del primer VHS que entró en casa».
Sergio G. Sánchez, guionista de la película

El orfanato comparte mucho con un tipo de cine fantástico que ya no se practica. Se trata de un terror que parte de elementos cotidianos para ir contaminándose poco a poco hasta adentrarse en el miedo y la locura absoluta. Aquí el miedo nace en un entorno idílico, en el corazón de la familia perfecta. Y crece de manera inesperada amenazando con destruir por completo a dicha familia.

«El cine de terror es transgresión. Debe llevarnos a sitios a los que tenemos miedo a entrar o descubrirnos partes de nosotros mismos que nos asusten. Los conceptos de enfermedad o fealdad son malformaciones de nuestra estabilidad. Hay que romper ese equilibrio y darles la vuelta. El Orfanato habla, básicamente, del miedo a la separación. Todos los personajes de esta película conviven con el trauma de una separación en su pasado o con la amenaza de una separación inminente».
Juan Antonio Bayona

Bayona cortó partes del guion, incluyendo el resultado de otros niños de orfanato, porque él quiso enfocar el carácter de Laura y lo que le pasaba. Para crear la película como él quiso, Bayona tuvo que doblar tanto el presupuesto de la película como la cantidad del tiempo de rodaje. Para lograr esto, Bayona recibió la ayuda del director Guillermo del Toro, a quien había conocido en el Festival de Cine de Sitges cuando del Toro presentaba su película Cronos. Del Toro se ofreció como coproductor de la película tan pronto se enteró del proyecto, en su incansable búsqueda de nuevos talentos hispanos dotados para el género fantástico. Para el resto de su equipo, Bayona trabajó con su equipo habitual, con el que ya trabajó en vídeos musicales y publicidad. La producción estuvo, entre otros, a cargo Telecinco Cinema, y Warner Sogefilms distribuyó el filme en España como uno de los acontecimientos de la temporada.

### Elección del reparto
Juan Antonio Bayona desde el principio pensó en Belén Rueda para encarnar el papel protagonista. Fernando Cayo hace el papel del marido, el director le recordaba por sus interpretaciones secundarias en El Lobo y Shacky carmine. En sus interpretaciones secundarias acababa robando el protagonista y Bayona pensó que ya era hora de que alguien le diera un papel protagonista. Geraldine Chaplin, ganadora de un Premio Goya, fue la elegida para interpretar a la médium y otra ganadora del premio, Mabel Rivera, el de psicóloga de la policía. Roger Príncep fue elegido de entre mil personas, aunque fue de los primeros en presentarse al casting.

### Rodaje

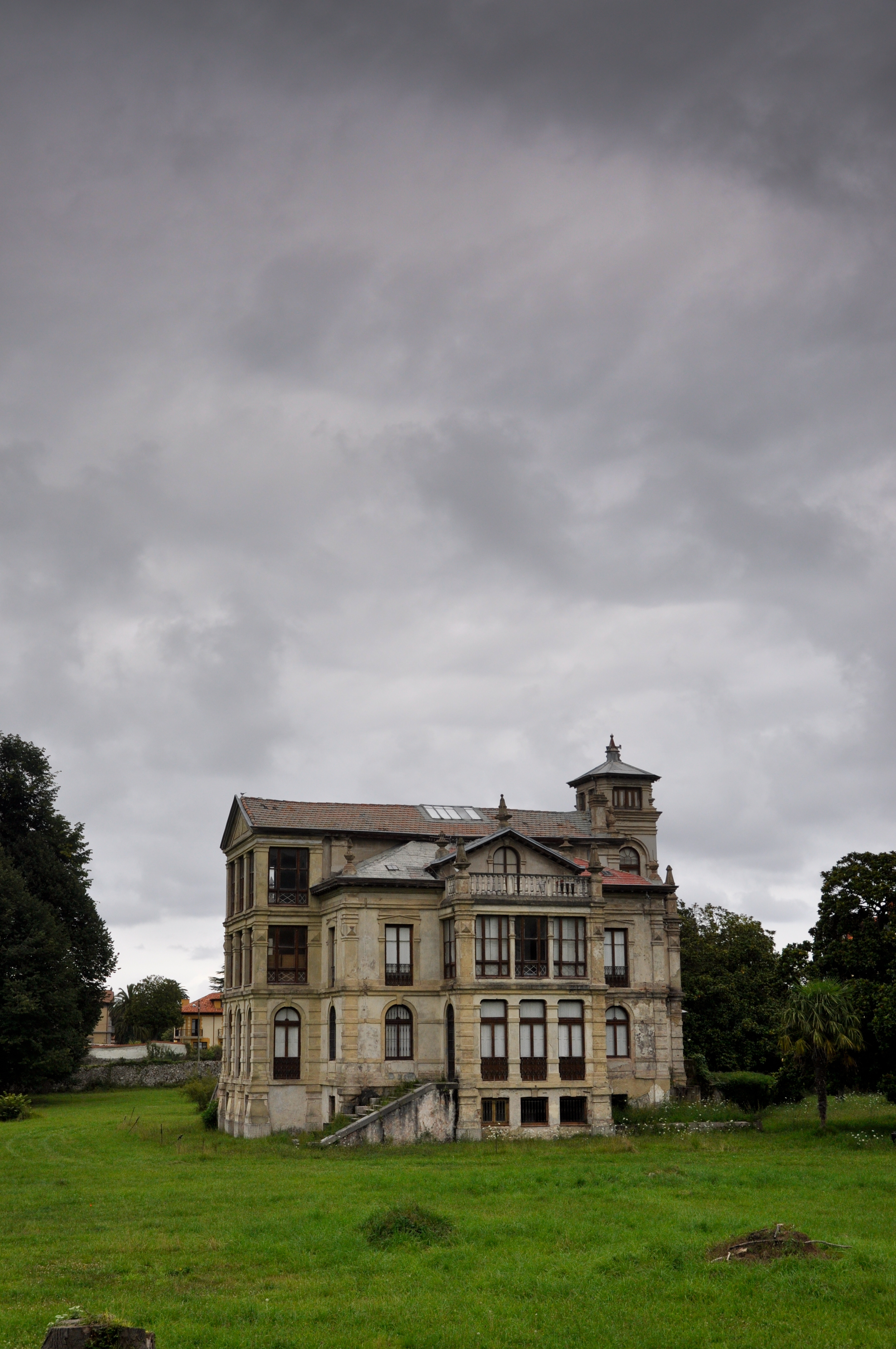
Villa Parres o palacio de Partarríu, en Llanes (España), lugar donde se rodó gran parte de la película.

El rodaje comenzó el 15 de mayo de 2006 y en el centro de un pueblo donde se tuvo que simular una gran nevada navideña en pleno mes de agosto. Bayona decidió rodar la película en Llanes (Asturias), un lugar que ofrecía privilegiadas localizaciones naturales como grutas, acantilados, bosques y montañas ideales para el filme además de lo más importante de la película, el caserón. Se trata de la Villa Parres, o palacio de Partarríu, una mansión del año 1898 que perteneció a José Parres Piñera, acaudalado indiano, que fue ministro de Marina, gracia y justicia, entre otros cargos. Se pudo haber rodado en interiores, pero los complejos movimientos de cámara que usa Bayona provocaron que se recurriera a los decorados.

"Es una finca colonial del siglo XIX, de aspecto misterioso. Lo mejor es que cada una de sus fachadas es diferente, lo que produce el efecto de que la casa cambia continuamente".
 Explicación de Juan Antonio Bayona sobre la historia del palacio.

La casa resultaba tan fascinante que Josep Rosell, responsable de la dirección artística, sugirió en un primer momento que sus interiores fuesen utilizados para el rodaje. Sin embargo, la planificación del director, llena de complicados movimientos de cámara, aconsejaba que los interiores de la casa se construyeran por completo en un plató. Para ejercer ese control toda la película se visualizó previamente. Se realizaron miles de dibujos, guiones gráficos y diseños conceptuales antes del rodaje de la película; todo el decorado fue reproducido en 3 dimensiones en el cual el operador podía colocar la cámara antes de pisar el plató y se montaron animatics de las secuencias más complicadas.
Tras cuatro semanas en Llanes, todo el equipo se trasladó a Barcelona para completar las diez semanas que duró el rodaje. Más del 80 % de la película se filmó en unos inmensos decorados de más de mil metros cuadrados que ocuparon completamente una inmensa nave industrial. Allí se recrearon todas las estancias del orfanato así como la gran mayoría de interiores que aparecen a lo largo de la historia.

### Banda sonora
La banda sonora de la película está compuesta por Fernando Velázquez. Según ha comentado, la mayor dificultad fue encontrar el tono así como una música adecuada para cada momento. Como él dijo: “El objetivo no era otro que ir colonizando musicalmente la película”. Reconoce que aunque en España haya grandes profesionales es muy complicado poder grabar. Por lo que el equipo de sonido de la película se dirigió a Bulgaria, donde se ha grabado en la radio de Sofía con músicos de la Sinfónica Nacional y The Bulgarian Symphony Orchestra entre otros.

“La pretensión de la banda sonora no fue otra que nutrir la trama y putear a su par. En ningún caso se pretende una sobreactuación ni estar por encima de la película. Sencillamente se trata de estar a la altura de las imágenes. Al tratarse de un historia de terror psicológico, donde se intercalan momentos de suspense con otros esencialmente melodramáticos, el abanico de posibilidades musicales es francamente amplio combinando partes muy efectistas y violentas con otras enteramente melodramáticas y románticas que me han permitido hacer música al estilo del cine clásico”.
Comenta Fernando

El grupo vocal “KUP Taldea”, se ha encargado de poner voces a la BSO y especialmente al tema principal de la cinta que, según el propio Fernando, es verdaderamente inspirado y emotivo.

“Sólo la alta cualificación y profesionalidad de todos sus componentes, unidas a un generoso plus de implicación e ilusión en el proyecto”, indica Fernando, “hicieron posible un resultado óptimo en un tiempo y condiciones récord”.
Comenta el propio Fernando

La banda sonora fue editada para que pudiese ser una de las que compitiera por la nominación a la mejor banda sonora de los premios Óscar y fue puesta a la venta a un precio aproximado de 14 euros para que fuese disfrutada en el hogar. La banda sonora está constituida de esta manera:
| Tracklist |                       |          |  |
| N.º       | Título                | Duración |  |
| 1.        | «Prólogo»             | 2:32     |  |
| 2.        | «Créditos»            | 1:07     |  |
| 3.        | «Una luz mágica»      | 1:22     |  |
| 4.        | «El juego del tesoro» | 1:55     |  |
| 5.        | «Un día de fiesta»    | 4:38     |  |
| 6.        | «Atropello»           | 1:54     |  |
| 7.        | «Tomás»               | 2:10     |  |
| 8.        | «Dos kilillos»        | 2:03     |  |
| 9.        | «Una regresión»       | 4:53     |  |
| 10.       | «Crea, entonces verá» | 2:19     |  |
| 11.       | «Sola en la casa»     | 3:31     |  |
| 12.       | «La casita de Tomás»  | 5:00     |  |
| 13.       | «Reunión y final»     | 3:59     |  |
| 14.       | «Créditos finales»    | 4:41     |  |

| Bonus track |                               |          |  |
| N.º         | Título                        | Duración |  |
| 15.         | «Propuesta inicial» (Maqueta) | 2:21     |  |
| 16.         | «Tema principal» (Coro)       | 3:01     |  |

## Recepción

### Crítica
La página Rotten Tomatoes en donde el 86 % de los críticos le han dado una valoración positiva, basada en una encuesta a 146 llegando a la conclusión: "Cuando parece una película más de terror actual, se convierte en una nueva versión o ejercicio espantoso en el sadismo, El Orfanato es un aliento de aire fresco para los críticos y el público igualmente, a la perfección armonizado como un cuento conmovedor de pérdida con los sustos y la sangre". En Metacritic consiguió una puntuación de 74 sobre 100 sobre una encuesta realizada a 33. La película tuvo buena recepción de la crítica tanto en España como en Estados Unidos. Algunos de los críticos son:
- Richard Corliss de Time: Hay momentos tan aterradores que debes decir que es sólo una película.
- Roger Ebert de Chicago Sun-Times: Un ejemplo de que se puede tener más miedo esperándolo que experimentándolo. Aunque sólo asusta un par de veces, el resto es la espera.
- Lou Lumenick de New York Post: No me suelo asustar, pero la película lo consiguió, es la más aterradora del año.
- Antonio Trashorras de Fotogramas: Bayona aporta un vigoroso derroche de fe donde Belén Rueda está impresionante.
- Luis Martínez de Cinemanía: Es una bomba de suspense perfectamente ensamblada.
- Rodríguez Marchante de ABC: Thriller muy intenso con Belén Rueda increíble.
- Francisco Marinero de El Mundo: Trabajo excelente inspirándose en los clásicos del terror pero con un toque moderno.

### Taquilla
Es la película española más taquillera del año 2007, y la segunda más taquillera de la historia después de Los otros. El Orfanato fue vista por más de cuatro millones de espectadores y recaudó casi 12 millones de euros en sus primeros veinte días en los cines españoles.
En Estados Unidos se estrenó, de manera limitada, el 28 de diciembre de 2007 en 19 cines, recaudando 23 323 en su primer fin de semana ocupando el puesto 27 de las más taquilleras. Posteriormente fue reestrenada, de forma normal, en 707 cines recaudando 2 015 605. Finalizó su periplo estadounidense recaudando 7 161 284 dólares. Además, la compañía New Line ha comprado los derechos de la película para poder hacer una versión en Hollywood, producida también por Guillermo del Toro, escrita por Larry Fessenden y dirigida por Mark Pellington. Otros países en los que se ha estrenado han sido:
| País            | Recaudación |
| --------------- | ----------- |
| Alemania        | 947 373     |
| Argentina       | 752 899     |
| Australia       | 633 721     |
| Colombia        | 101 576     |
| Bolivia         | 46 802      |
| Brasil          | 356 916     |
| América Central | 50 104      |
| Chile           | 733 144     |
| Corea del sur   | 1 181 233   |
| Croacia         | 12 763      |
| Dinamarca       | 396 048     |
| Eslovaquia      | 61 609      |
| Eslovenia       | 25 553      |
| Finlandia       | 491 912     |
| Francia         | 2 099 482   |
| Grecia          | 1 401 772   |
| Hong Kong       | 59 280      |
| Hungría         | 24 283      |
| Islandia        | 49 950      |
| Italia          | 2 036 551   |
| Letonia         | 37 268      |

| País                      | Recaudación |
| ------------------------- | ----------- |
| Lituania                  | 38 707      |
| Malasia                   | 94 366      |
| México                    | 11 469 803  |
| Noruega                   | 232 661     |
| Nueva Zelanda Fiyi        | 12 002      |
| Países Bajos              | 111 421     |
| Perú                      | 503 678     |
| Polonia                   | 1 546 476   |
| Portugal Angola           | 76 300      |
| Reino Unido Irlanda Malta | 3 502 074   |
| República Checa           | 187 693     |
| Rusia                     | 2 419 758   |
| Singapur                  | 184 612     |
| Suecia                    | 526 850     |
| Tailandia                 | 10 519      |
| Taiwán                    | 170 906     |
| Turquía                   | 68,102      |
| Uruguay                   | 51 839      |
| Venezuela                 | 953 402     |

### Palmarés cinematográfico
El 27 de septiembre de 2007, la Academia de las Artes y las Ciencias Cinematográficas de España la eligió, antes de haber sido estrenada en las salas comerciales, como representante española en los Óscar por delante de Las 13 rosas y Luz de domingo, pero finalmente no fue elegida una de las cinco mejores. Además, El Orfanato ganó 31 premios y obtuvo otras 30 nominaciones, entre los que destacan:
XXII edición de los Premios Goya
| Categoría                     | Persona                                                                       | Resultado |
| ----------------------------- | ----------------------------------------------------------------------------- | --------- |
| Mejor película                | Mejor película                                                                | Candidata |
| Mejor director novel          | Juan Antonio Bayona                                                           | Ganador   |
| Mejor actriz protagonista     | Belén Rueda                                                                   | Candidata |
| Mejor actriz de reparto       | Geraldine Chaplin                                                             | Candidata |
| Mejor actor revelación        | Roger Príncep                                                                 | Candidato |
| Mejor guion original          | Sergio G. Sánchez                                                             | Ganador   |
| Mejor música original         | Fernando Velázquez                                                            | Candidato |
| Mejor montaje                 | Elena Ruiz                                                                    | Candidato |
| Mejor dirección artística     | Josep Rosell                                                                  | Ganador   |
| Mejor dirección de producción | Sandra Hermida                                                                | Ganadora  |
| Mejor vestuario               | María Reyes                                                                   | Candidata |
| Mejor maquillaje y peluquería | Lola López Itziar Arrieta                                                     | Ganadoras |
| Mejor sonido                  | Xavi Mas Marc Orts Oriol Tarragó                                              | Ganadores |
| Mejores efectos especiales    | David Martí Montse Ribé Pau Costa Enric Masip Lluis Castell Jordi San Agustín | Ganadores |

Medallas del Círculo de Escritores Cinematográficos de 2007
| Categoría            | Receptor(es)        | Resultado |
| -------------------- | ------------------- | --------- |
| Mejor película       | Mejor película      | Nominada  |
| Mejor director       | Juan Antonio Bayona | Nominado  |
| Mejor actriz         | Belén Rueda         | Nominada  |
| Mejor guion original | Sergio G. Sánchez   | Nominado  |
| Mejor fotografía     | Óscar Faura         | Nominado  |
| Mejor montaje        | Elena Ruiz          | Ganadora  |
| Mejor música         | Fernando Velázquez  | Ganador   |
| Premio revelación    | Juan Antonio Bayona | Ganador   |

52.ª edición de los Premios Sant Jordi
| Categoría                                       | Resultado |
| ----------------------------------------------- | --------- |
| Rosa de Sant Jordi a la mejor película española | Ganadora  |

## Participación en festivales
Se proyectó en el festival de Cannes fuera de concurso aunque no pasó desapercibida por la crítica. Fue también la encargada de inaugurar la 40.ª edición del Festival Internacional de Cinema de Cataluña, Sitges 2007; también se ha promocionado en los festivales de Nueva York, Toronto y Londres.

## DVD
Se puso la película en alquiler el 4 de marzo de 2008, distribuida por Warner Home Video.  El 1 de abril de 2008 salió a la venta el DVD, además de una edición especial, que también fue lanzada en estuche metálico, y con guion, libro y banda sonora de la película. El 9 de abril salió en Blu-ray, con lo que se convirtió en el primer título español de Warner Home Video en salir en alta definición. Las diferencias entre el Blu-ray y el normal son menores debido a la gran calidad de ambas ediciones, sin embargo, el DVD no sólo está más limitado a la hora de reproducir mayores matices, sino que también se observa un ligero virado amarillento que incide en el aspecto global.
El 22 de abril de 2008, distribuida por New Line Cinema, tras tres meses y 24 días en las tiendas había vendido más de medio millón de unidades que se traducen en 10,31 millones de dólares estadounidenses.

## Emisión en televisión
Telecinco la estrenó el 6 de enero de 2010, con más de 2 millones de espectadores y un 13,1 % de cuota de pantalla; El Orfanato fue coproducida por esta cadena de televisión.
Cinestar la estrenó el 30 de mayo de 2010.
En TV3 se emitió, doblada al catalán, el 25 de junio de 2010.
Cuatro, una vez materializada su fusión con Telecinco, emitió la película el 12 de enero de 2011.
El día 30 de enero del 2011 salió por TV Azteca en México.
El día 22 de mayo de 2011, la cadena colombiana de televisión RCN Televisión la transmitió en su idioma original.
En la noche del 12 de enero de 2012 (00:00-02:00), justo un año después de su emisión en Cuatro, la cadena Telecinco emite de nuevo la película de Bayona.
El día 15 de abril de 2012 fue emitida por TV Azteca en México.
El 16 de octubre de 2012, la película se emite en el canal FDF, dentro del especial La Noche de J. A. Bayona.
El 23 de octubre de 2016 fue emitida por TV Azteca en México.
La noche del 1 al 2 de octubre de 2016 Telecinco la reemite en el especial La noche de J. A. Bayona.